# بانک مرکزی لیبی
بانک مرکزی لیبی (انگلیسی: Central Bank of Libya) بانک مرکزی لیبی است، که در سال ۱۹۵۶ تأسیس شد.